# Summertime (aria)
Summertime is een aria uit de opera Porgy and Bess (1935) van de Amerikaanse componist George Gershwin op een tekst van de Amerikaanse schrijver DuBose Heyward. Het lied groeide eind jaren dertig uit tot een klassieker onder liefhebbers van klassieke muziek, jazz, blues en popmuziek.

## Porgy and Bess
De opera Porgy and Bess was een productie van de broers George (muziek) en Ira Gershwin (teksten) in samenwerking met DuBose Heyward (teksten), en wordt gezien als de eerste echte Amerikaanse opera. DuBose Heyward schreef het leeuwendeel van de teksten, slechts tien teksten waren van de hand van Ira Gershwin, waarvan drie samen met Heyward. De opera is gebaseerd op het toneelstuk Porgy van DuBose en Dorothy Heyward dat op zijn beurt weer gebaseerd is op de roman Porgy van DuBose Heyward. Er was tussen DuBose Heyward en de gebroeders Gershwin een uitstekende samenwerking met veel respect voor elkaars werk.
De aria Summertime komt drie keer in de opera voor en is een leidmotief voor (het in slaap sussen van) de baby van Clara. Aan het begin van de eerste akte zingt Clara, een van de hoofdpersonen, Summertime als slaapliedje voor haar baby. Er is dan nog geen vuiltje aan de lucht. Het lied keert terug in de tweede akte, wanneer er een storm dreigt en Clara haar baby probeert gerust te stellen. In de derde akte wordt het leidmotief ingezet wanneer Clara niet uit de storm terugkeert en Bess zich over de baby ontfermt.
Summertime and the livin' is easy

Fish are jumpin' and the cotton is high

Your dad is rich and your ma is good lookin'

So hush little baby, don't you cry.

Summertime (Gershwin/Heyward)

De melodie begint als: 

## Coverversies
In 1935 maakte het publiek voor het eerst kennis met Summertime. In dat jaar ging Porgy and Bess in première en werd de eerste plaatversie van Summertime opgenomen door Helen Jepson met koor en orkest onder leiding van Alexander Smallens. De oudste opname door Abbie Mitchell, waarbij Gershwin zelf het orkest dirigeert, is een repetitie-opname van 19 juli 1935 die decennia later boven water kwam en pas in 1991 op compact disc werd uitgebracht. Abbie Mitchell speelde de rol van Clara in de eerste opvoeringen van Porgy and Bess.
Het succes van de opera als geheel kwam slechts langzaam op gang. Het duurde tot de jaren vijftig voor Porgy and Bess als een klassieker werd beschouwd.
Hoewel het origineel van Summertime een opera-aria is, gezongen door een mezzo-sopraan en begeleid door een symfonisch orkest en een koor, groeide het nummer uit tot een jazzstandard. Dit was te danken aan de vele coverversies van onder meer Billie Holiday, Caspar Reardon, Maxine Sullivan, Sidney Bechet en Jerry Kruger. Sam Cookes versie uit 1957 is waarschijnlijk de eerste versie die als pop kan worden aangemerkt. In latere jaren zorgden onder meer Billy Stewart en Janis Joplin ervoor dat Summertime behalve als jazz- ook als popklassieker wordt beschouwd. Ook de Nederlandse bands Brainbox (1969) en Ekseption (1993) scoorden een hit met een rockversie van dit nummer.
Naast verschillende jazz-, pop- en rockversies werden er ook meer obscure versies opgenomen. Zo nam Sandra Reemer in 1963 Sluimer zacht op - waarschijnlijk de eerste Nederlandstalige versie van Gershwins klassieker. Ook in andere landen werden vertaalde versies van de Amerikaanse klassieker ingezongen. Daarnaast werd het lied in vele verschillende stijlen uitgevoerd, waaronder ska, Latijns-Amerikaans, rock, house, jazz (van dixieland tot bop) en improvisatie. Bij al deze stijlen was een scala aan culturele en technische instrumenten in gebruik, waaronder de zingende zaag, de bansuri, de theremin en de mondharp. Ook zijn vele zangstijlen gebruikt: van a capella via karaoke en doowop tot grote gemengde koren, maar ook een opvoering in een zwembad omdat de extra echo nodig was.
In het boekje Summertime, moed gevraagd bij de 834ste versie van Paul Groenendijk en Jimmy Tigges uit 1994 worden 1206 coverversies beschreven. Zie hiervoor bronvermelding.

## NPO Radio 2 Top 2000
| Nummers met noteringen in de NPO Radio 2 Top 2000 | '99 | '00  | '01  | '02  | '03 | '04 | '05 | '06  | '07 | '08  | '09  | '10  | '11  | '12  | '13  | '14  | '15  | '16  | '17  | '18  | '19  | '20  | '21  | '22  | '23  | '24  |
| ------------------------------------------------- | --- | ---- | ---- | ---- | --- | --- | --- | ---- | --- | ---- | ---- | ---- | ---- | ---- | ---- | ---- | ---- | ---- | ---- | ---- | ---- | ---- | ---- | ---- | ---- | ---- |
| Summertime (Billie Holiday)                       | 562 | -    | 1012 | 789  | 547 | 776 | 859 | 1151 | 812 | 827  | 1293 | 1118 | 1194 | 1800 | 1837 | -    | -    | -    | -    | -    | -    | -    | -    | -    | -    | -    |
| Summertime (Billy Stewart)                        | -   | 1527 | 1952 | 1947 | -   | -   | -   | -    | -   | -    | -    | -    | -    | -    | -    | -    | -    | -    | -    | -    | -    | -    | -    | -    | -    | -    |
| Summertime (Ella Fitzgerald & Louis Armstrong)    | -   | -    | -    | -    | -   | -   | -   | 978  | 900 | 1660 | 1311 | 1152 | 1139 | 1146 | 1012 | 1132 | 1167 | 1427 | 1568 | 1188 | 1492 | 1404 | 1477 | 1604 | 1890 | 1912 |
| Summertime (Brainbox)                             | 289 | 229  | 252  | 279  | 345 | 315 | 278 | 347  | 333 | 308  | 410  | 373  | 442  | 772  | 724  | 814  | 963  | 1086 | 1090 | 1538 | 1536 | 1517 | 1598 | 1806 | 1701 | 1654 |

1. ↑  Een '-' betekent dat het nummer niet was genoteerd en een vetgedrukt getal geeft de hoogste notering van een nummer aan.